# Ranunculus platanifolius
Ranunculus platanifolius là một loài thực vật có hoa trong họ Mao lương. Loài này được L. miêu tả khoa học đầu tiên năm 1767.

## Hình ảnh

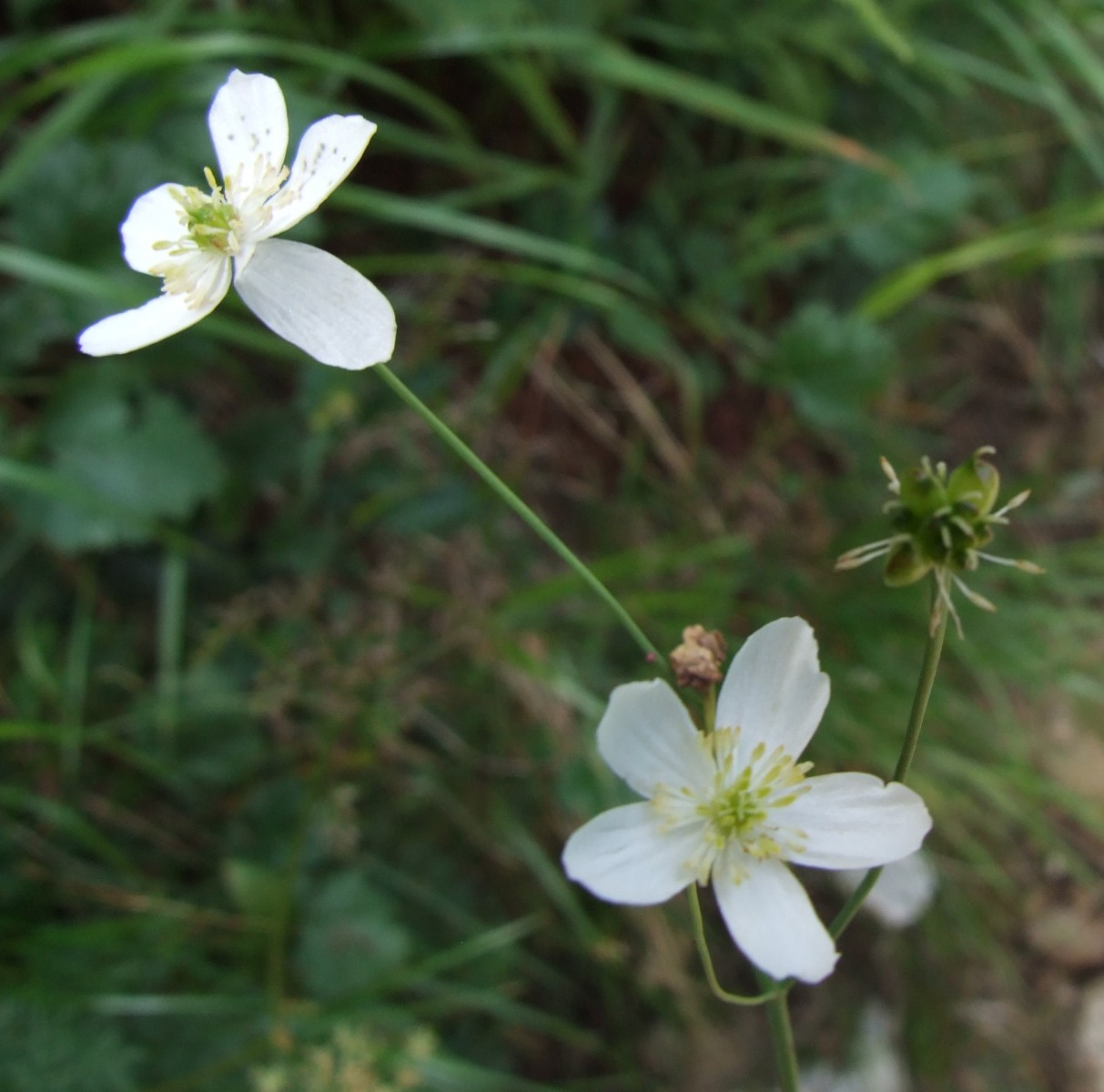
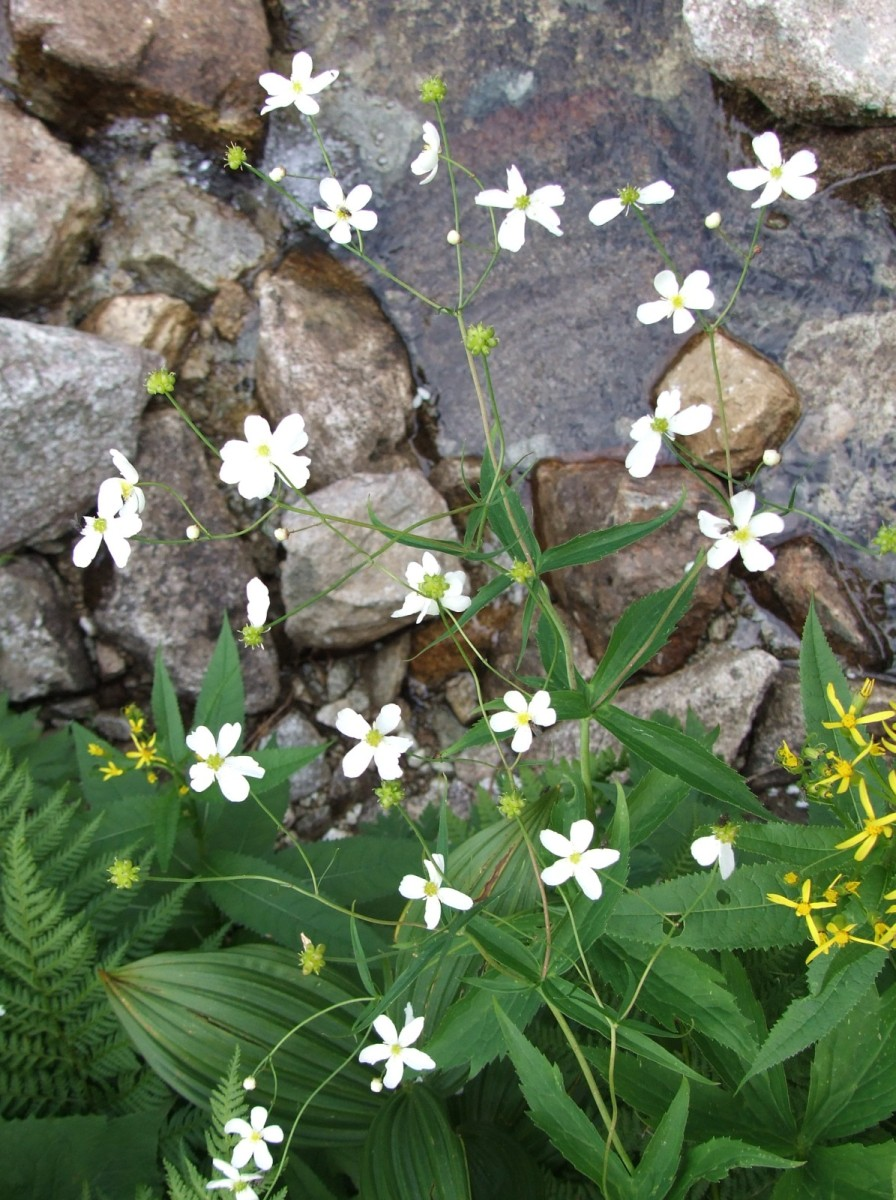
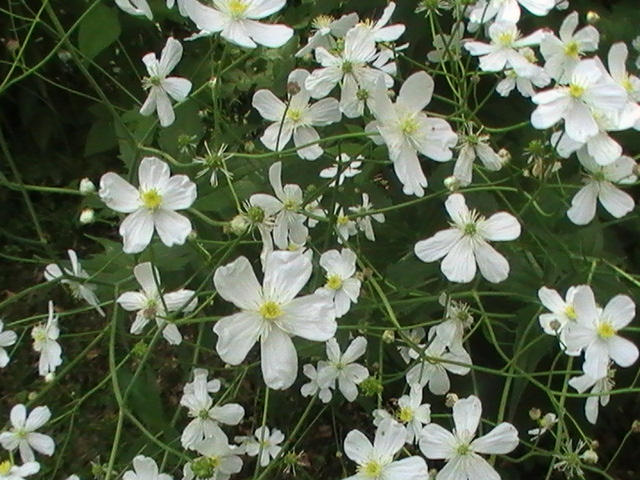
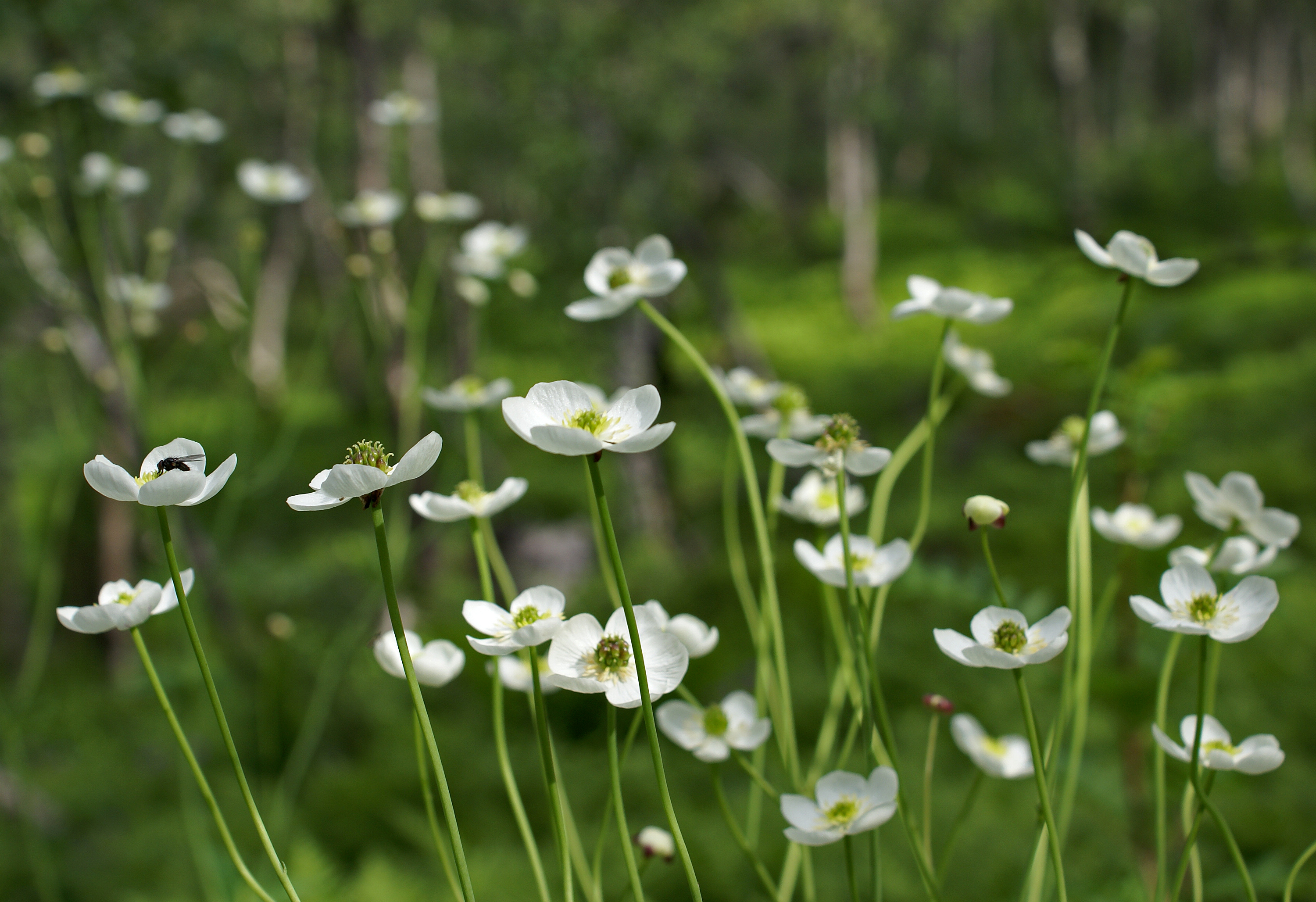